# Carlos Galleguillos Barraza
Carlos Arturo Galleguillos Barraza (29 de agosto de 1925 - La Serena, 24 de octubre de 1990) fue un profesor y político chileno, regidor de La Serena entre 1963 y 1968 y alcalde de la misma comuna entre 1968 y 1973. Militante del Partido Radical, se convirtió en el último alcalde elegido en democracia antes del Golpe de Estado en Chile de 1973, ejerciendo el cargo edilicio desde el año 1968 hasta el 25 de septiembre de 1973.

## Profesor
- Escuela N.º 10 de Andacollo.
- Escuela N.º 42 de la Caleta San Pedro.
- Escuela N.º 5 de La Serena.
- Liceo Gregorio Cordovez.

Entre sus aportes a la enseñanza municipal se encuentra la creación de la música de los himnos de las Escuelas números 10 y 5, y del Liceo Gabriel González Videla, recintos que hasta el día de hoy mantienen este legado.

## Historial electoral

### Elecciones municipales de 1963
- Elecciones municipales de 1963 - Regidores para la comuna de La Serena[3]

| Candidato                            | Partido                    | Votos  | % | Resultado |
| ------------------------------------ | -------------------------- | ------ | - | --------- |
| Alfonso Meléndez Cortés              | PADENA                     | 39     |   |           |
| Justino Segundo Gabriel Hiriart Cruz | PDo                        | 25     |   |           |
| Jorge Martínez Castillo              | PR                         | 1717   |   | Regidor   |
| Gustavo Faunes Huidobro              | PR                         | 1158   |   | Regidor   |
| Rolando Jure Martínez                | PR                         | 577    |   |           |
| Osvaldo Barraza Quiroga              | PR                         | 387    |   |           |
| Hugo Barnes Ríos                     | PR                         | 681    |   | Regidor   |
| Carlos Galleguillos Barraza          | PR                         | 842    |   | Regidor   |
| Jorge Morales Adriasola              | PR                         | 2082   |   | Regidor   |
| Luis Ábalos Lavandero                | PL                         | 113    |   |           |
| Atilio Ancarola Privatto             | PL                         | 502    |   |           |
| Juan Cortés Alcayaga                 | PL                         | 286    |   |           |
| Emilio Jerez Olivares                | PL                         | 108    |   |           |
| Ricardo Jorratt Jorratt              | PL                         | 520    |   | Regidor   |
| Carlos Vargas Varas                  | PL                         | 749    |   | Regidor   |
| José Vergara Sánchez                 | PL                         | 378    |   |           |
| Luis Enrique Muñoz Muñoz             | PCCh                       | 1266   |   | Regidor   |
| Elsa Marina Basaure Macaya           | PCCh                       | 439    |   |           |
| Julio Armando Cisterna Cantuarias    | PCCh                       | 367    |   |           |
| María Angélica Ansaldo Jeria         | PDC                        | 606    |   |           |
| Augusto Sepúlveda Paul               | PDC                        | 662    |   | Regidor   |
| Luz Varela Chadwick                  | PDC                        | 179    |   |           |
| Sergio Olivares Seura                | PDC                        | 190    |   |           |
| Juan Hernández Larraguibel           | PDC                        | 365    |   |           |
| Rubén Espinoza                       | PDC                        | 159    |   |           |
| Daniel Acuña Sepúlveda               | PS                         | 211    |   |           |
| Govinda González Cortés              | PS                         | 47     |   |           |
| Humberto Bórquez Marchant            | PS                         | 119    |   |           |
| Roberto Flores Álvarez               | PS                         | 869    |   |           |
| Victoria Pinto Durán                 | PCU                        | 789    |   |           |
| Manuel Sixto González González       | PCU                        | 37     |   |           |
| Alfonso Sfeir Giacaman               | PCU                        | 88     |   |           |
| Hernán Roco Pinto                    | PCU                        | 139    |   |           |
| Votos válidamente emitidos           | Votos válidamente emitidos | 16 432 |   |           |
| Votos nulos                          | Votos nulos                | 266    |   |           |
| Votos en blanco                      | Votos en blanco            | 202    |   |           |
| Total de votos emitidos              | Total de votos emitidos    | 16 900 |   |           |

### Elecciones municipales de 1967
- Elecciones municipales de 1967 - Regidores para la comuna de La Serena[4]

| Candidato                        | Partido                    | Votos  | % | Resultado |
| -------------------------------- | -------------------------- | ------ | - | --------- |
| Jorge Morales Adriasola          | PR                         | 3147   |   | Regidor   |
| Jorge Martínez Castillo          | PR                         | 670    |   |           |
| Carlos Galleguillos Barraza      | PR                         | 824    |   | Regidor   |
| Hugo Barnes Ríos                 | PR                         | 832    |   | Regidor   |
| Héctor Hugo Montes Valdebenito   | PR                         | 730    |   |           |
| Sergio Horacio Marín Ponce       | PDC                        | 622    |   | Regidor   |
| Hernán Alfredo Tirado Ramos      | PDC                        | 3201   |   | Regidor   |
| José Hernán Godoy Godoy          | PDC                        | 1566   |   | Regidor   |
| María Angélica Ansaldo Jeria     | PDC                        | 919    |   | Regidor   |
| Edwards Hugo Uribe Rodríguez     | PDC                        | 30     |   |           |
| María Elena Carmona Barraza      | PDC                        | 199    |   |           |
| Juan Hernández Larraguibel       | PDC                        | 111    |   |           |
| Guillermo Hugo Spring Camus      | PDC                        | 156    |   |           |
| Pedro Antonio Urbina             | PDC                        | 39     |   |           |
| Luis Enrique Muñoz               | PCCh                       | 1444   |   | Regidor   |
| Juan Juvenal Araya               | PCCh                       | 765    |   |           |
| Nilsa Cortés Rojas               | PCCh                       | 131    |   |           |
| Floridor Geraldo Barraza         | PCCh                       | 75     |   |           |
| Mario Trigo Segovia              | PCCh                       | 136    |   |           |
| René Nahmías Albala              | PS                         | 1894   |   | Regidor   |
| Raúl Tapia Miranda               | PS                         | 369    |   |           |
| José Flores Rojas                | PS                         | 198    |   |           |
| Alamiro Arellano Cofré           | PS                         | 47     |   |           |
| Luis Aguilera Cuello             | PS                         | 106    |   |           |
| Mario Dubó Godoy                 | PS                         | 42     |   |           |
| Alfonso Meléndez Cortés          | PADENA                     | 24     |   |           |
| Gerónimo Briceño Briceño         | PADENA                     | 12     |   |           |
| Tulio Valenzuela Valenzuela      | PN                         | 881    |   |           |
| Ricardo Jorratt Jorratt          | PN                         | 243    |   |           |
| Duncan Mac-Vicar de la Maza      | PN                         | 107    |   |           |
| Hernán Roco Pinto                | PN                         | 25     |   |           |
| Marta Alzamora Cortés            | PN                         | 16     |   |           |
| Guillermo Torrejón Munizaga      | PN                         | 33     |   |           |
| Florencio Antonio Viera Martelli | PN                         | 27     |   |           |
| Luis Ábalos Lavandero            | PN                         | 43     |   |           |
| Votos válidamente emitidos       | Votos válidamente emitidos | 19 664 |   |           |
| Votos nulos                      | Votos nulos                | 124    |   |           |
| Votos en blanco                  | Votos en blanco            | 220    |   |           |
| Total de votos emitidos          | Total de votos emitidos    | 20 008 |   |           |